# St. Elisabeth (Blaibach)

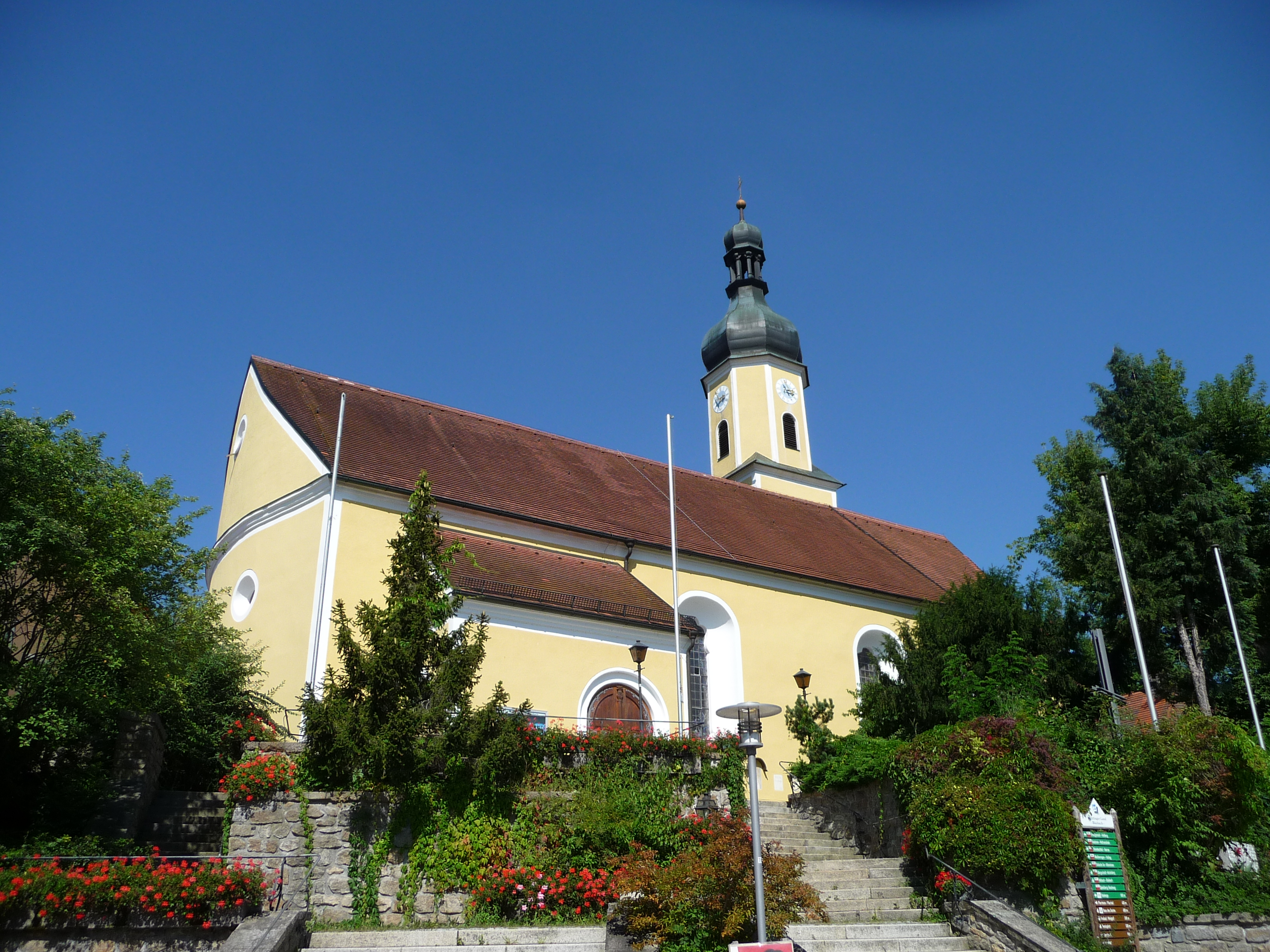
St. Elisabeth (Blaibach)

Die römisch-katholische, denkmalgeschützte Pfarrkirche St. Elisabeth steht in Blaibach, einer Gemeinde im Landkreis Cham der Oberpfalz. Die Kirche gehört zum Bistum Regensburg. Das Bauwerk ist unter der Denkmalnummer D-3-72-115-4 als Baudenkmal in die Bayerische Denkmalliste eingetragen.

## Beschreibung
Die spätbarocke Saalkirche wurde 1779 erbaut. Sie besteht aus einem Langhaus, einem eingezogenen, halbrund geschlossenen Chor und einem im Kern mittelalterlichen Chorflankenturm an dessen Nordwand, der mit einem achteckigen Geschoss aufgestockt, der die Turmuhr und den Glockenstuhl beherbergt, und mit einer Zwiebelhaube bedeckt wurde, die von einer Laterne gekrönt wird. 
Zur Kirchenausstattung gehört ein Hochaltar, der aus der zweiten Hälfte des 19. Jahrhunderts stammt. Neben ihm steht eine Statue der heiligen Elisabeth aus der Zeit um 1500. Die Glasmalereien und die Fresken der Deckenmalereien entstanden 1895. 1906 wurde von Eugen Binder eine neue Orgel in den alten Prospekt eingebaut.